# Pala (Pinhel)
Pala ist eine Gemeinde (Freguesia) im portugiesischen Kreis Pinhel. In ihr leben 415 Einwohner (Stand 19. April 2021).